# Europarlamentari della Grecia della IV legislatura
Gli europarlamentari della Grecia della IV legislatura, eletti in occasione delle elezioni europee del 1994, furono i seguenti.

## Composizione storica
| Europarlamentare         | Lista                                                    | Gruppo |
| ------------------------ | -------------------------------------------------------- | ------ |
| Alexandros Alavanos      | Coalizione della Sinistra, dei Movimenti e dell'Ecologia | GUE    |
| Georgios Anastassopoulos | Nuova Democrazia                                         | PPE    |
| Stelios Argyros          | Nuova Democrazia                                         | PPE    |
| Paraskevas Avgerinos     | Movimento Socialista Panellenico                         | PSE    |
| Efthymios Christodoulou  | Nuova Democrazia                                         | PPE    |
| Katerina Daskalaki       | Primavera Politica                                       | ADE    |
| Giorgos Dimitrakopoulos  | Nuova Democrazia                                         | PPE    |
| Vassilis Ephremidis      | Partito Comunista di Grecia                              | GUE    |
| Konstantinos Hatzidakis  | Nuova Democrazia                                         | PPE    |
| Nikītas Kaklamanīs       | Primavera Politica                                       | ADE    |
| Giorgos Katiforis        | Movimento Socialista Panellenico                         | PSE    |
| Konstadinos Klironomos   | Movimento Socialista Panellenico                         | PSE    |
| Angela Kokkola           | Movimento Socialista Panellenico                         | PSE    |
| Irini Lambraki           | Movimento Socialista Panellenico                         | PSE    |
| Panayotis Lambrias       | Nuova Democrazia                                         | PPE    |
| Nana Mouskouri           | Nuova Democrazia                                         | PPE    |
| Stylianos Panagopoulos   | Movimento Socialista Panellenico                         | PSE    |
| Nikolaos Papakyriazis    | Movimento Socialista Panellenico                         | PSE    |
| Mihail Papayannakis      | Coalizione della Sinistra, dei Movimenti e dell'Ecologia | GUE    |
| Christos Papoutsis       | Movimento Socialista Panellenico                         | PSE    |
| Yiannis Roubatis         | Movimento Socialista Panellenico                         | PSE    |
| Pavlos Sarlis            | Nuova Democrazia                                         | PPE    |
| Ioannis Theonas          | Partito Comunista di Grecia                              | GUE    |
| Antonios Trakatellis     | Nuova Democrazia                                         | PPE    |
| Dimitris Tsatsos         | Movimento Socialista Panellenico                         | PSE    |

## Modifiche intervenute

### Movimento Socialista Panellenico
- In data 24.01.1995 a Christos Papoutsis subentra Yannos Kranidiotis, al quale, in data 06.02.1997, subentra Anna Karamanou.